# Doppelbindenarassari
Der Doppelbindenarassari (Pteroglossus pluricinctus) ist eine Vogelart aus der Familie der Tukane. Er kommt ausschließlich in Südamerika vor und ist ein sehr auffällig gefärbter Vertreter der Gattung Schwarzarassaris, der mit kaum einer anderen Art verwechselt werden kann. Seinen Namen trägt er, weil sich auf der ansonsten gelben und roten Körperunterseite zwei schwarze Bänder befinden. Es werden keine Unterarten unterschieden.

## Erscheinungsbild
Die Körperlänge von adulten Doppelbindenarassaris beträgt 43 bis 45 Zentimeter. Die Männchen des Doppelbindenarassaris erreichen eine Flügellänge von 14,6 bis 16,5 Zentimetern. Der Schwanz hat eine Länge von 15 bis 17,2 Zentimeter. Der Schnabel ist zwischen 11,1 und 13,2 Zentimeter lang. Weibchen haben ähnliche Körpermaße, jedoch ist ihr Schnabel mit einer Länge von 10,0 bis 11,5 Zentimeter tendenziell etwas kürzer. Das Gewicht beider Geschlechter variiert zwischen 215 und 302 Gramm.
Adulte Männchen haben einen blauschwarzen Kopf, lediglich die Ohrdecken sind kastanienfarben. Auch der obere Rücken und die Kehle sind schwarz gefiedert. Die übrige Körperoberseite ist dunkelgrün, wobei einzelne Federn blau gesäumt sind. Der Rumpf ist leuchtend rot, die Unterschwanzdecken dunkelgrün. Der gestufte Schwanz ist grünlich schwarz mit einem bronzefarbenen Schimmer. Auf der Körperunterseite verläuft ein gelbes Brustband auf der Vorderbrust, das in Richtung der schwarzen Kehle gelegentlich rot gesäumt ist. Es ist von einem breiten schwarzen Band begrenzt, danach folgt ein weiteres, noch breiteres gelbes Band, sowie je ein schwarzes und ein rotes Band. Die Oberschenkel sind kastanienfarben mit kleinen gelben Federspitzen. Weibchen sind ähnlich gefiedert, jedoch sind die kastanienbraunen Ohrdecken bei ihnen kleiner oder fehlen sogar ganz. Sie haben außerdem einen roten Saum unterhalb der schwarzen Kehlfärbung. Jungvögel gleichen den adulten Vögeln, sind aber etwas matter gefärbt.  
Der Schnabel ist lang und gebogen, der Oberschnabel läuft in einer Spitze aus. Der Oberschnabel ist schwarz mit einem breiten gelben Seitenstreifen, der bis zu Spitze verläuft. Die Schnabelbasis ist weiß gesäumt. Der Unterschnabel ist schwarz mit einer weißen Säumung an der Basis. Die unbefiederte Gesichtshaut ist leuchtend blau, blaugrün oder grünlich. Das Auge ist cremeweiß bis gelblich. Bei den meisten Individuen ist es hellgelb. Die Beine und Füße sind olivfarben. 
Verwechselungsmöglichkeiten bestehen vor allem mit dem Schwarzkehlarassari, der einen ähnlich gefärbten Schnabel aufweist. Die Zeichnung der Körperunterseite kennzeichnet den Doppelbindenarassari aber eindeutig. 

## Verbreitungsgebiet
Der Doppelbindenarassari kommt in Wäldern der Tiefebene entlang der östlichen Seite der Anden vor. Das Verbreitungsgebiet erstreckt sich vom Nordosten Kolumbiens über den Südosten bis in den Osten Ecuadors und den Nordosten Perus. Er kommt außerdem im brasilianischen Amazonasgebiet vor und ist am Oberlauf der Japurá sowie im mittleren Bereich des Rio Negros vertreten. Er besiedelt außerdem den Westen Venezuelas und kommt am oberen Lauf des Orinoco vor. Zum Verbreitungsgebiet gehört auch der äußerste Südosten Boliviens. Im Südosten Venezuelas kommt er bis in Höhenlagen von 900 Metern vor. In Kolumbien wird er bis in 580 Metern über Meereshöhe beobachtet. In Peru kommt er in der Regel unterhalb von 500 Höhenmetern und in Ecuador unterhalb von 735 Höhenmetern vor.
Sein Lebensraum ist nur unzureichend untersucht. Er besiedelt überwiegend feuchte tropische Wälder, in der Várzea ist er selten.

## Lebensweise
Der Doppelbindenarassari gehört zu den am wenigsten erforschten Arassari-Arten. Weder die Gelegegröße noch die Brutdauer sind bekannt. Im Magen von untersuchten Vögeln fand man überwiegend Früchte sowie gelegentlich auch Insekten. 

## Belege

### Einzelbelege
1. ↑   Lantermann, S. 135
2. ↑   Short et al., S. 390 und S. 391
3. ↑   Lantermann, S. 135
4. ↑   Short et al., S. 391

### Weblink
- Pteroglossus pluricinctus in der Roten Liste gefährdeter Arten der IUCN 2013.1. Eingestellt von: BirdLife International, 2012. Abgerufen am 23. Oktober 2013.